# Чесність (Доктор Хаус)
«Чесність» (англ. Fidelity)  — сьома серія першого сезону американського телесеріалу «Доктор Хаус». Прем'єра епізоду проходила на каналі FOX 28 грудня 2004. Доктор Хаус і його команда мають врятувати жінку, у такий спосіб зруйнувавши її сімейне життя.

## Сюжет
В суботу вдень Ед повертається з пробіжки із найкращим другом додому і помічає свою дружину Елізу в дуже поганому стані. В лікарні Кемерон примушує Хауса допомогти цій жінці, кажучи, що вона спала по 18 годин на добу, але тести нічого не показують. Еліз роблять магнітно-резонансну томографію. З часом їй стає ще гірше. Хаус і Вілсон підозрюють рак молочної залози. Поки Кемерон налаштовує мамограму, Еліз розповідає їй, що її мати померла від раку в такому ж віці. Нові тести не виявляють пухлину. Вілсон пояснює це тим, що пухлина може бути ще дуже маленькою. Хаус відкидає ймовірість раку. Він посилає Формана в ресторан, де працює Еліз. Головний кухар розказує Форману, що кухня чиста і Еліз не могла підчепити якусь хворобу тут. Також Форман помічає смаженого кролика і припускає туляремію, хоча доказів поки що немає. 
В палаті Еліз скаржиться Кемерон на сильний свербіж у руці. Невдовзі в неї починаються галюцинації. Хаус вважає, що Еліз хвора на африканську сонну хворобу, хоч вона не була в Африці, не робила переливання крові, та й тести її теж не виявили. Неправильне лікування може викликати ще більші проблеми, тому Хаус посилає Формана та Чейза до Еда й Еліз розпитати їх про їхню відданість (якщо Еліз не їздила до Африки і не робила переливання крові, сонна хвороба могла передатись тільки статевих шляхом). Й Ед, й Еліз заперечують можливу зраду. 
Кемерон починає перший курс лікування туляремії хлорамфеніколом, але Еліз впадає у кому. Це доводить те, що у пацієнта немає цієї хвороби. Хаус особисто ще раз питає у Еда про можливу зраду дружини. Хаус каже, що якщо не почати лікування сонної хвороби зараз — Еліз може померти… Ед подумав ще раз і сказав, що він не впевнений у вірності дружини. Форман і Чейз починають лікування пацієнтки меларсопролом.
Еліз видужує. Тепер вона повинна назвати ім'я її статевого партнера, щоб почати лікувати його. Еліз наважується розповісти чоловіку про зраду, він вирішує покинути її. Виявляється, що Еліз зрадила Еда з його найкращим другом (він бігав з Едом на початку серії).